# William Duma
William Marra Duma est un avocat et homme politique papou-néo-guinéen.

## Biographie
Il obtient une licence de droit à l'université de Papouasie-Nouvelle-Guinée en 1987, suivie d'un master en droit à l'université de Sydney. Il pratique alors les métiers de barrister (avocat) et de solliciteur en Papouasie-Nouvelle-Guinée. 
Il entre au Parlement national comme député sans étiquette de Mount Hagen en 2002, et devient membre du Parti des ressources unies après son élection. Il en devient par la suite le chef, menant ce parti aux élections législatives de 2012, de 2017 et de 2022.
Il est nommé ministre de l'Environnement en août 2003 dans le gouvernement de Sir Michael Somare. En août 2007 il est fait ministre du Pétrole et des Énergies, et conserve ce poste en 2011 lorsque Peter O'Neill remplace Michael Somare comme Premier ministre. Écarté du gouvernement en février 2014, il y est réintégré comme ministre des Entreprises publiques et des Investissements publics en août 2017, jusqu'à la chute du gouvernement en mai 2019. Ministre du Commerce dans le nouveau gouvernement de James Marape à partir de novembre 2019, il rejoint brièvement l'opposition en novembre 2020 avant de revenir sur les bancs de la majorité. Au moment de quitter la majorité, il explique son choix par la nécessité de contribuer à former un meilleur gouvernement pour mener de nouvelles politiques économiques, mais lorsqu'il réintègre la majorité quelques jours plus tard il affirme avoir été « choqué et surpris » de voir d'autres députés de la majorité se joindre à l'opposition, et s'être levé et les avoir suivis « sans avoir l'intention de le faire » puis s'être rendu compte après quelques jours de son erreur. James Marape le déplace au poste de ministre des Entreprises publiques en décembre,,.
William Duma a plusieurs fois été accusé de corruption, sans jamais toutefois être inculpé. En 2009, alors ministre des Énergies, il fait acheter par une entreprise qu'il possède un terrain que le gouvernement s'apprêtait à vendre, avant que la décision de mise en vente ne puisse être rendue publique, sachant qu'un entrepreneur australien aurait souhaité l'acquérir. William Duma cède par la suite le terrain à cet entrepreneur en échange d'une part des profits du développement de propriétés de luxes qui y seraient bâties. En 2011, Duma aurait obtenu un pot-de-vin d'une compagnie australienne d'exploitation pétrolière avant d'autoriser les activités de celle-ci. En 2017, alors qu'il est ministre des Entreprises publiques, il achète au nom du gouvernement une parcelle de terre qui lui appartient à titre privé, et se fait verser une somme importante, jugée bien plus élevée que la valeur réelle du terrain. Le Premier ministre Peter O'Neill suspend brièvement son ministre puis le réintègre, et refuse d'établir une commission d'enquête. Une commission administrative à l'autorité restreinte révèle toutefois que la valeur du terrain, estimée précédemment à 84 400 kina, a été achetée à Duma par une entreprise publique pour la somme de 46 600 000 kina (10 900 000 euro). L'affaire est classée malgré la recommandation contraire de la commission administrative,. En février 2020, le journal The Australian Financial Review révèle l'affaire du pot-de-vin de 2011 ; le Premier ministre James Marape maintient William Duma dans son gouvernement, indiquant que la culpabilité de celui-ci n'a pas été prouvée.
À l'issue des élections législatives de 2022, son parti est le deuxième plus grand dans la coalition majoritaire forgée par James Marape. Ce dernier ne lui confie pas le poste de vice-Premier ministre, indiquant qu'il n'est pas souhaitable que les deux plus hautes figures du gouvernement viennent de la même région du pays, mais le reconduit au ministère des Entreprises publiques.